# Текстова задача
У освітній програмі слово задача — це математична вправа, де значна довідкова інформація про задачу подається звичайною мовою, а не математичними позначеннями. Такі задачі передбачають певну розповідь, яка пояснює суть проблеми і може включати в себе деяку кількість технічної лексики.

## Приклад
Найбільш типовими прикладами таких задач в елементарній алгебрі є задачі на визначення відстані (км, метри тощо), віку, відсотків, знаходження числа. задачі на роботу, задачі на суміші та числа.

Типова задача на визначення віку:
Ання втричі старша за свого маленького брата Боба. Через п'ять років вона буде вдвічі старша за нього. Скільки їм зараз років?
Щоб вирішити це за допомогою алгебри, спочатку переводимо тест задачі в математичні змінні, операції та рівняння:
- Запишіть вік Ані як змінна A, а вік Боба як B.
- Їхній вік через п'ять років відповідно дорівнює A + 5 і B + 5.
- Удвічі старший означає, що один вік дорівнює двом вікам іншому, і так само трьом.

Таким чином, задача розв'язується так:
Розв'яжуємо систему рівнянь A = 3 B та A +5 = 2 (B + 5) для змінних A, B.
Відповідь A = 15, B = 5, тобто: Ані 15 років, а Бобу 5.

## Структура
Такі текстові задачі, як вище, можна розглянути на трьох рівнях:
- А. Словесне формулювання.
- B. Основні математичні співвідношення.
- C. Символьний математичний вираз.

Мовні властивості можуть включати такі показники, як кількість слів у задачі або довжину речення. Одна зі схем аналізу логіко-математичних властивостей це — класифікувати числові величини у задачі на відомі величини (значення, наведені в тексті), невідомі величини (значення, які потрібно знайти) та допоміжні величини (значення, знайдені на одному з етапів розв'язання задачі).

## Цілі та застосування
Текстові задачі зазвичай включають питання математичного моделювання, де наводяться дані та інформація про певну систему, а студент повинен розробити модель. Наприклад: 
1. Джейн мала 5 доларів, витратила 2 долари. Скільки доларів вона має зараз?
2. У циліндричній бочці радіусом 2 м, вода піднімається зі швидкістю 3 см/с. Яка швидкість збільшення об'єму води?

Ці приклади призначені для того, щоб навчити студентів самостійно розробляти математичні моделі, і розвивати математичний інтерес і розуміння шляхом аналізу життєвих ситуацій.
Перший приклад використовується для учнів початкових класів, щоб навчити дітей дії віднімання. Другий приклад вивчається в старшій школі з завданням переведення задачі в формулу:
Дано {\displaystyle r=2} і {\displaystyle {\tfrac {dh}{dt}}=0.03}, знайти {\displaystyle {\tfrac {d}{dt}}(\pi r^{2}h).}
Текстові задачі — це поширений спосіб тренувати та перевіряти розуміння учнями основних концепцій, понять за допомогою описової задачі, а не лише здійснювати алгебраїчні перетворення чи інші механічні навички.

## Історія та культура
Сучасні позначення, які використовуються для вираження математичні ідеї виникли в Європі з XVI століття. До цього всі математичні задачі та їх розв'язки записувались словами; чим складніша задача, тим більш копітким і розгорнутим було його усне пояснення.
Приклади текстових задач знайдено ще за часів Вавилону. Окрім декількох завдань на знаходження квадратних коренів, більшість старовавилонських задач описували повсякденні проблеми і справи. Студентам треба було знайти довжину викопаного каналу, ваги каміння, довжину зламаного очерету, розмір полів, кількість цегли, використаної в будівництві тощо.

У давньоєгипетській математиці також є приклади текстових задач. Древній математичний папірус містить умову, яку можна перекласти як:
Є сім будинків; в кожному будинку є сім котів; кожен кіт лове по сім мишок; кожна миша з'їдає сім зерен ячменю; кожне зерно ячменю дало б сім паростків. Скільки речей ми перелічили?
У більш сучасні часи проблема задач зі словесною умовою не раз ставала предметом сатири. Гюстав Флобер написав цю безглузду задачу у своєму творі, відому зараз як «Вік капітана»:
Гюстав Флобер записав цю безглузду задачу у своєму творі: «Вік капітана»: "Так як ви тепер вивчаєте геометрію і тригонометрію, я задам вам задачу. Корабель пливе океаном. Він покинув Бостон з вовною на борту. Вона важила 200 тон і повинна була бути доставлена в Гавр. Основна щогла зламалась, матрос на палубі, а 12 пасажирів за бортом, вітер дме на північний схід, годинник вказує чверть на третю по полудню. Місяць Травень. Скільки років капітану?
Сімпсонах, де задача на визначення довжини   показує школяра, що їде стежкою, замість того, щоб уявляти що він їде потягом. («Потяг їде зі швидкістю 60 миль на годину, вирушивши із Санта Фе до Фенікса, він має подолати 520 миль. Водночас місцевий потяг їде зі швидкістю 30 миль на годину з 40 пасажирами, залишивши Фенікс і прямуючи до Санта Фе…».
Текстові задачі також були висміяні в«Сімпсонах», де задача на визначення довжини показує школяра, що їде стежкою, замість того, щоб уявляти що він їде потягом. («Потяг їде зі швидкістю 60 миль на годину, вирушивши із Санта Фе до Фенікса, він має подолати 520 миль. У той же самий час, місцевий потяг їде зі швидкістю 30 миль на годину з 40 пасажирами, залишивши Фенікс і прямуючи до Санта Фе….»).